# اسونیونا
اسونیونا (به سوئدی: Svenljunga) یک منطقهٔ مسکونی در سوئد است که در بخش اسونیونا واقع شده‌است. اسونیونا ۴٫۳۸ کیلومتر مربع مساحت و ۳٬۴۱۸ نفر جمعیت دارد.